# FAM19A4
FAM19A4 (англ. Family with sequence similarity 19 member A4, C-C motif chemokine like) – білок, який кодується однойменним геном, розташованим у людей на 3-й хромосомі. Довжина поліпептидного ланцюга білка становить 140 амінокислот, а молекулярна маса — 15 682.
| 10         |  | 20         |  | 30         |  | 40         |  | 50         |
| ---------- |  | ---------- |  | ---------- |  | ---------- |  | ---------- |
| MRSPRMRVCA |  | KSVLLSHWLF |  | LAYVLMVCCK |  | LMSASSQHLR |  | GHAGHHQIKQ |
| GTCEVVAVHR |  | CCNKNRIEER |  | SQTVKCSCFP |  | GQVAGTTRAQ |  | PSCVEASIVI |
| QKWWCHMNPC |  | LEGEDCKVLP |  | DYSGWSCSSG |  | NKVKTTKVTR |  |            |

A: Аланін

C: Цистеїн

D: Аспарагінова кислота

E: Глутамінова кислота

F: Фенілаланін

G: Гліцин

H: Гістидин

I: Ізолейцин

K: Лізин

L: Лейцин

M: Метіонін

N: Аспарагін

P: Пролін

Q: Глутамін

R: Аргінін

S: Серин

T: Треонін

V: Валін

W: Триптофан

Секретований назовні.